# Плъзище
Плъзище е село в Южна България. Намира се в община Мирково, област София.
Старото име на селото е Кайрака. Към 1934 г. селото има 93 жители. В днешно време няма постоянно население. Влиза в землището на село Каменица.